# Lars Gunnar Lie
Lars Gunnar Lie (* 18. September 1938 in Fjell; † 18. April 2025 in Øygarden) war ein norwegischer Politiker der christdemokratischen Kristelig Folkeparti (KrF). Von 1985 bis 2001 war er Abgeordneter im Storting und von Oktober 1989 bis November 1990 der Verkehrsminister seines Landes.

## Leben
Lie schloss 1959 seine Schulzeit mit der Hochschulreife ab. Anschließend begann er an der Universität Bergen zu studieren. Im Jahr 1967 beendete er sein Studium mit Hauptfach Geophysik sowie den Grundfächern Mathematik und Physik. Anschließend unterrichtete er bis 1968 an der Kathedralschule in Bergen (Bergen katedralskole) und danach bis 1985 an weiteren Schulen, unter anderem in Førde. Zeitweise arbeitete er auch als Inspektor im Unterrichtswesen. Während dieser Zeit war Lie zudem in der Lokalpolitik aktiv. So saß er von 1975 bis 1983 im Kommunalparlament von Førde, wobei er ab 1982 als Bürgermeister der Kommune fungierte.
Lie zog bei der Parlamentswahl 1985 erstmals in das norwegische Nationalparlament, das Storting, ein. Dort vertrat er den Wahlkreis Sogn og Fjordane und wurde zunächst Mitglied im Kirchen- und Bildungsausschuss. Am 16. Oktober 1989 wurde Lie in der im Anschluss an die Wahl 1989 neu gebildete Regierung Syse zum Verkehrsminister ernannt. Er blieb bis zum 3. November 1990 im Amt, als die Regierung während der laufenden Legislaturperiode zurücktrat.
Nachdem er als Mitglied der Regierung sein Mandat im Storting hatte ruhen lassen müssen und von einer Parteikollegin vertreten worden war, kehrte er im November 1990 ins Parlament zurück. Dort saß Lie für den Rest der Legislaturperiode im Finanzausschuss. Im Anschluss an die Stortingswahl 1993 wechselte er in den Wirtschaftsausschuss. Nach der Parlamentswahl 1997 kehrte er in den Finanzausschuss zurück. Dort übernahm er bis März 2000 den Vorsitz des Ausschusses. Lie setzte anschließend die Legislaturperiode als einfaches Mitglied im Finanzausschuss fort. Von Oktober 1993 bis März 2000 gehörte er zudem dem Fraktionsvorstand der Kristelig Folkeparti an. Im Herbst 2001 schied er aus dem Parlament aus.
Lie zog nach dem Ende seiner politischen Karriere nach Sotra. Er starb im April 2025 im Alter von 86 Jahren.